# 日野西資国
日野西 資国（ひのにし すけくに）は、南北朝時代から室町時代前期にかけての公卿。藤原北家真夏流日野家、日野時光の子。官位は正三位・准大臣、贈左大臣。日野西家の祖。

## 官歴
- 初期官歴不明
- 応永元年（1394年）以前　蔵人頭
- 応永元年（1394年）以前　左中弁
- 応永元年12月25日（1395年1月16日） - 応永2年（1395年）　参議
- 応永元年12月25日（1395年1月16日） - 応永2年（1395年）　右大弁
- 応永2年3月29日（1395年4月19日） - 応永2年（1395年）年内　備中権守
- 応永6年8月24日（1399年9月24日） - 応永10年3月22日（1403年4月13日）　参議
- 応永7年3月28日（1400年4月22日） - 応永10年3月22日（1403年4月13日）　能登権守
- 応永10年3月22日（1403年4月13日） - 応永12年7月11日（1405年8月5日）　権中納言
- 応永12年7月11日（1405年8月5日） - 応永12年7月13日（1405年8月7日）[1]　権大納言
- 応永35年3月25日（1428年4月9日）　准大臣
- 年月日不明　贈左大臣[2]

## 位階歴
- 応永元年（1394年）以前　正四位上
- 応永2年正月5日（1395年1月26日）　従三位
- 応永12年正月6日（1405年2月5日）　正三位

## 系譜
- 父：日野時光 - 日野家19代
- 母：不詳
- 妻：不詳
- 生母不明の子女
  - 男子：日野西盛光 - 日野西家2代
  - 女子：日野西資子 - 日野資教養女、後小松天皇後宮
  - 女子：柳原忠秀室
  - 女子：柳原行光室
  - 女子：後小松天皇女房